# Joseph Naso
Joseph Naso (Rochester, 7 gennaio 1934) è un serial killer statunitense, che commise almeno sei omicidi accertati di donne nello Stato della California tra il 1977 e il 1994.
Arrestato nel 2011, fu condannato alla pena di morte.

## Biografia
Joseph Naso nacque il 7 gennaio 1934 a Rochester (New York). Dopo aver prestato servizio nell'aeronautica militare statunitense negli anni cinquanta, conobbe la prima moglie Judith. Il matrimonio durò 18 anni, ma dopo il divorzio Naso continuò a far visita alla ex-moglie che viveva nella Bay Area di San Francisco. La coppia ebbe un figlio di nome Charles al quale in seguito fu diagnosticata una forma di schizofrenia, e Naso trascorse gli ultimi anni prima dell'arresto a prendersi cura di lui.
Negli anni settanta frequentò vari college della zona di San Francisco e a partire dagli anni ottanta si stabilì a Piedmont, California. Tra il 1999 e il 2003 visse a Sacramento, per poi stabilirsi a Reno nel 2004, dove fu arrestato nel 2011. Lavorò come fotografo freelance ed ebbe molti precedenti penali per piccoli crimini come il taccheggio, commessi anche a settant'anni passati. Gli amici lo soprannominarono "Crazy Joe" a causa dei suoi comportamenti bizzarri.

### Vittime
- Roxenne Roggasch, 18 anni, venne trovata morta il 10 gennaio 1977, il suo cadavere era stato scaricato vicino a Fairfax, California. La ragazza era stata strangolata.[4] La polizia stimò che fosse stata uccisa il giorno prima. Gli investigatori sospettano che la ragazza facesse la prostituta, ma la famiglia ha escluso questa ipotesi.[5]
- Carmen Lorraine Colon, 22 anni, trovata morta il 13 agosto 1978, lungo la Carquinez Scenic Highway, una strada tra Crockett e Port Costa, a sole trenta miglia dal luogo del ritrovamento del cadavere della prima vittima. Il corpo era nudo ed in avanzato stato di decomposizione.
- Nel 1981, il corpo di Shariea Lefern Johnson Patton, 56 anni, fu ritrovato nei pressi del deposito navale di Tiburon (California). All'epoca del decesso, la donna abitava nella Bay Area e stava cercando lavoro. All'epoca Naso era l'amministratore del residence dove viveva la donna, e una volta fotografò anche la vittima. Fu considerato tra i primi sospettati dalla polizia nel 1981, ma diede agli investigatori solo risposte elusive e non venne incriminato per i successivi trent'anni.[1]
- Sarah Dylan, una groupie di Bob Dylan (nata Renee Shapiro, cambiò legalmente nome in quello della ex-moglie del suo idolo), fu vista in vita per l'ultima volta a un concerto di Dylan svoltosi al Warfield Theater di San Francisco nel maggio 1992.[6] Fu uccisa nei pressi della contea di Nevada, California.[7]
- Nel 1993, il corpo di Pamela Ruth Parsons, cameriera di 38 anni, fu rinvenuto nella contea di Yuba, California.[7] La Parsons lavorava nei pressi di Cooper Avenue a Yuba City, dove Naso abitava all'epoca.[5]
- Tracy Lynn McKinney Tafoya, 31 anni, fu trovata morta nel 1994,[7] sempre nella contea di Yuba. Circa una settimana prima, il killer l'aveva drogata, stuprata e strangolata, per poi scaricare il corpo vicino al Marysville Cemetery.[4][5]

### Arresto, processo e detenzione
Naso venne arrestato nell'aprile 2010 per violazione della libertà vigilata; a seguito di una perquisizione la polizia trovò a casa sua circa 4.000 foto pornografiche, molte delle quali presentavano donne che sembravano in stato di incoscienza o morte, oltre ai suoi diari, soprannominati "Rape journales", con descrizioni grafiche dello stupro e della tortura di giovani donne; venne trovata anche una lista scritta a mano nella quale Naso aveva elencato dieci donne senza nome con relative posizioni geografiche, e quattro località coincidevano con i luoghi di ritrovamento di quattro vittime. L'11 aprile 2011, Joseph Naso fu ufficialmente incriminato per gli omicidi Roggasch, Colon, Parsons e Tafoya. Tutte e quattro le vittime furono identificate come prostitute dalla polizia. Le altre sei donne menzionate nella lista rimasero sconosciute. Successivamente, i pubblici ministeri Dori Ahana e Rosemary Sloat presentarono prove indiziarie identificando due di queste: Shariea Patton e Sarah Dylan. Il 20 agosto 2013, Joseph Naso fu dichiarato colpevole di omicidio di primo grado da una giuria della contea di Marin. Il 22 novembre 2013, è stato condannato alla pena capitale.
Naso fu anche sospettato di essere l'Alphabet Killer che nel periodo 1971-1973 aveva ucciso tre bambine a Rochester, dato che quattro delle sue vittime avevano iniziali uguali per nome e cognome, proprio come le vittime di Rochester, e Naso aveva vissuto lì per lungo tempo all'epoca dei delitti. Tuttavia, sottoposto all'esame del DNA, egli risultò estraneo ai fatti.